# Baków Groń
Baków Groń (759 m n.p.m.), Gachów Groń lub Gachowizna – szczyt w Paśmie Pewelskim, które w regionalizacji fizycznogeograficznej Polski według Jerzego Kondrackiego zaliczane jest do Beskidu Makowskiego, w nowszej regionalizacji z 2018 roku do Pasm Pewelsko-Krzeszowskich. Znajduje się w tym paśmie pomiędzy Uboczą (740 m) a Kościanką (701 m).
Według Aleksego Siemionowa prawidłowa nazwa szczytu to Gachów Groń i pochodzi ona od nazwiska Gach, które występowało i występuje w okolicznych wsiach. Na mapach austriackich, a później polskich pojawiła się błędna nazwa Gachowizna. Końcówka izna jest charakterystyczna dla nazw roli, ewentualnie przysiółków, nigdzie jednak w Beskidach nie występuje szczyt z taką końcówką. W państwowym rejestrze nazw geograficznych szczyt ma nazwę Baków Groń – taką jak na mapach Geoportalu. Pochodzenie tej nazwy jest nieznane.
Północno-zachodnie stoki Baków Gronia, opadające do potoku Z Czeretnika porasta las, ale na lotniczej mapie Geoportalu widać, że dawniej znaczną ich część stanowiły pola uprawne, obecnie zarastające lasem. Stok południowo-wschodni, opadający do Pewlicy jest bardziej bezleśny, zajęty przez pola i zabudowania miejscowości Pewel Wielka. Dzięki temu Baków Groń jest dobrym punktem widokowym.
Na szczycie Baków Gronia graniczą z sobą 3 miejscowości: Pewel Ślemieńska (województwo śląskie), Pewelka i Hucisko (obydwie w województwie małopolskim) oraz krzyżują się dwa szlaki turystyczne.

## Szlak turystyczny
Jeleśnia – Janikowa Grapa – Beskid – Madeje – Garlejów Groń – Gracówka – Zawaliska – Bigosy – Bąków – Ubocz – Baków Groń. Czas przejścia: 2:30 h, ↓ 2:10 h
 niebieski: Ślemień – Baków Groń – Przełęcz Hucisko. Czas przejścia: 1:20 h, ↓ 1:20 h

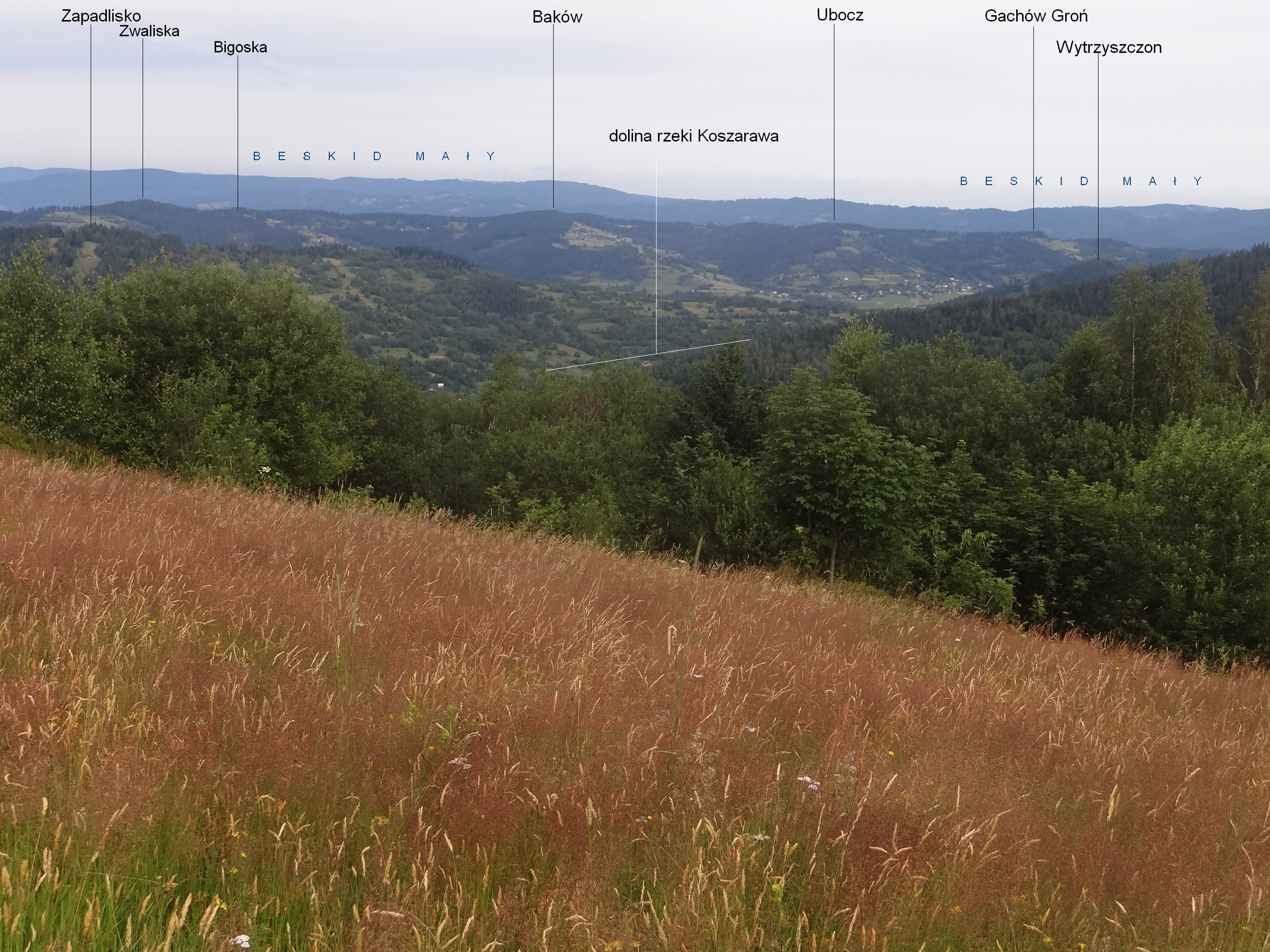
Widok z Kalikowego Gronia
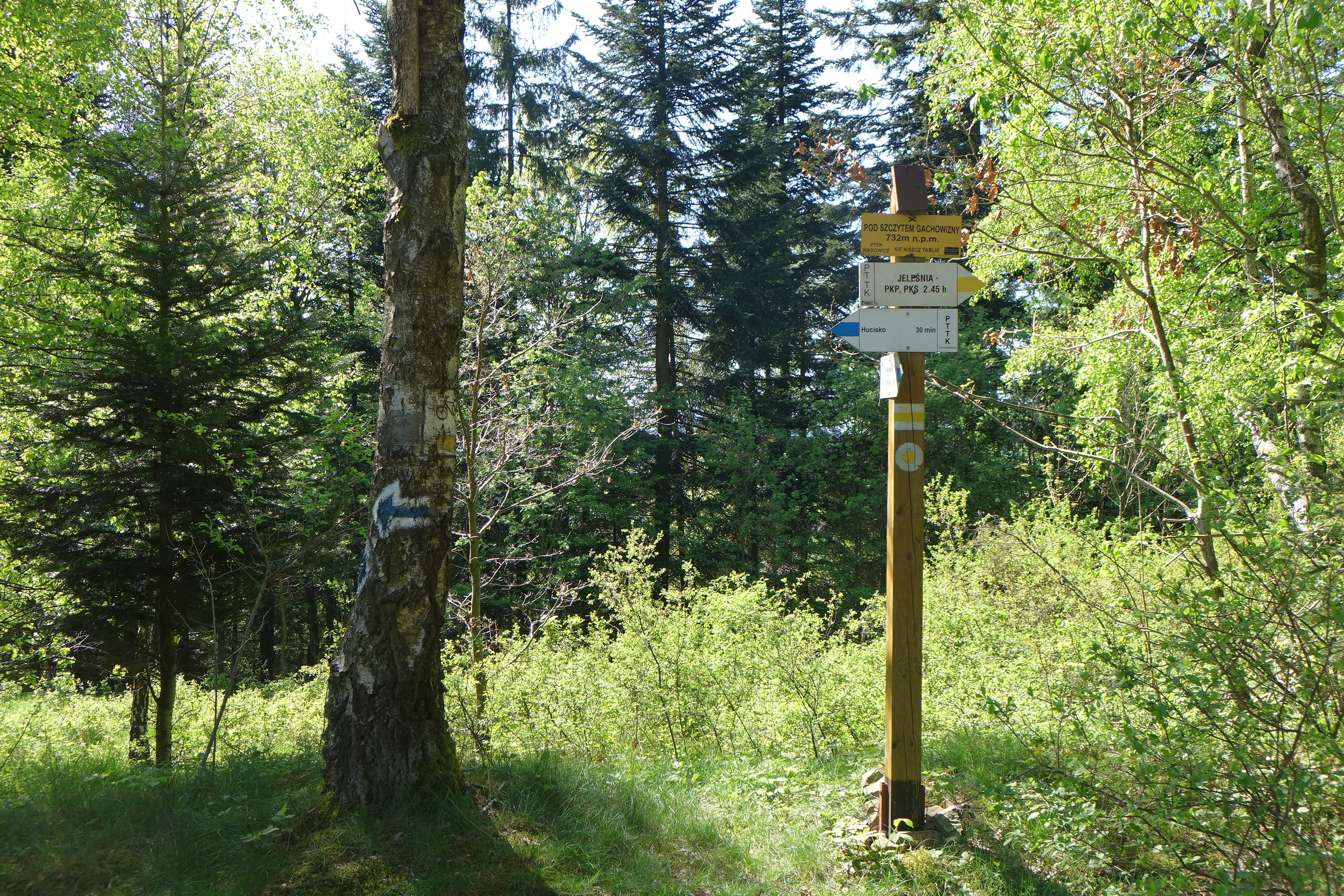
Skrzyżowanie szlaków turystycznych
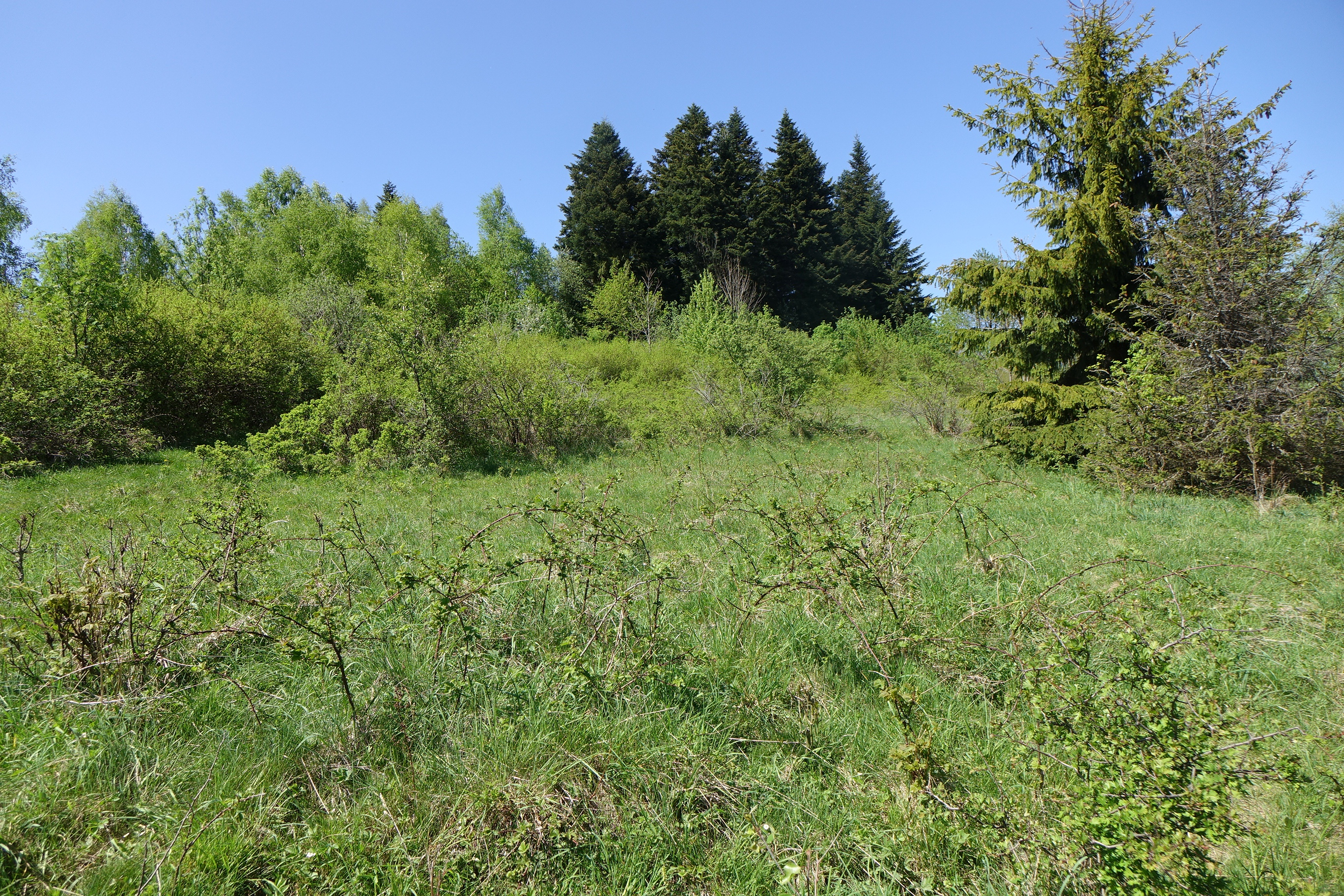
Zarastające dawne pola uprawne
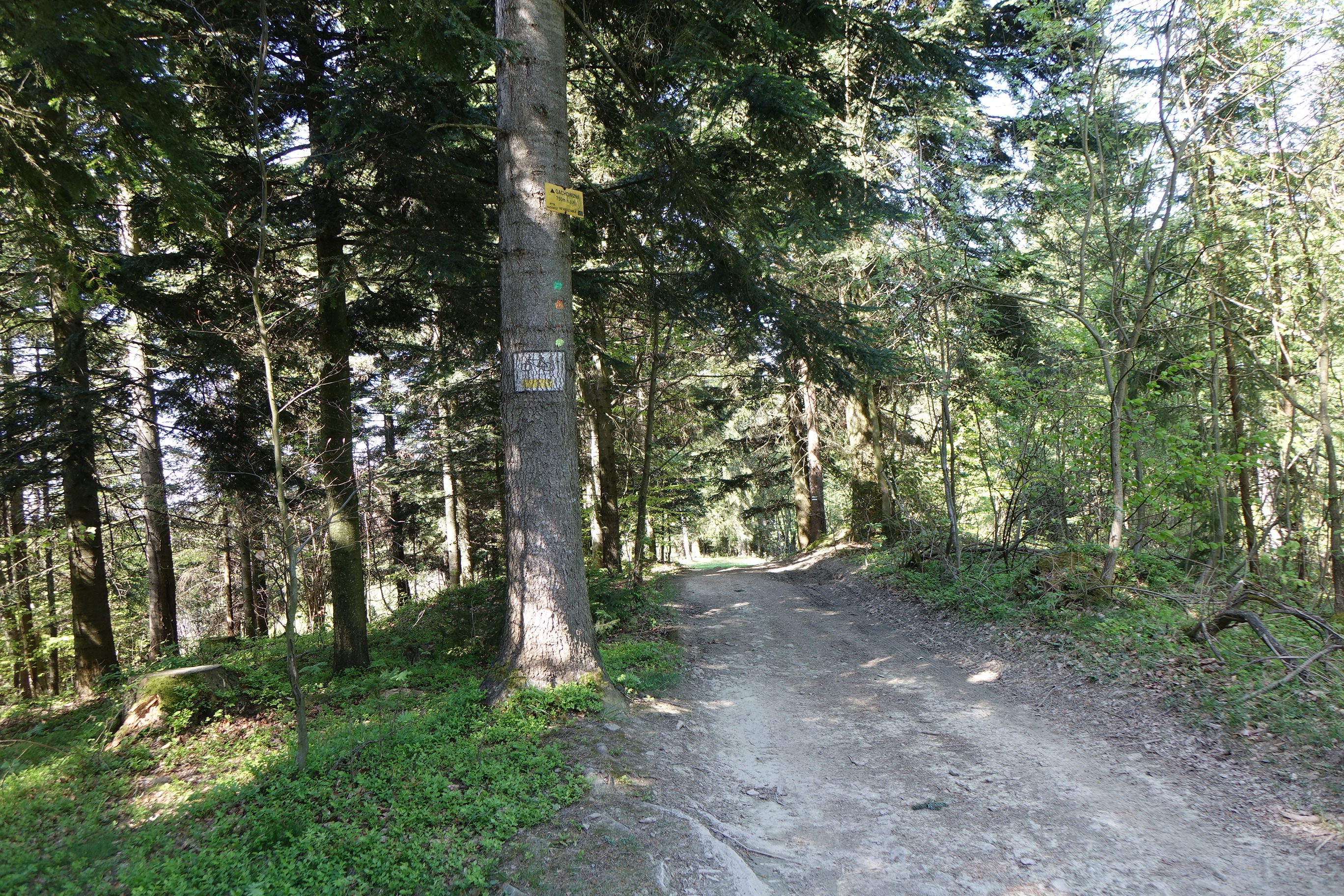
Na szczycie
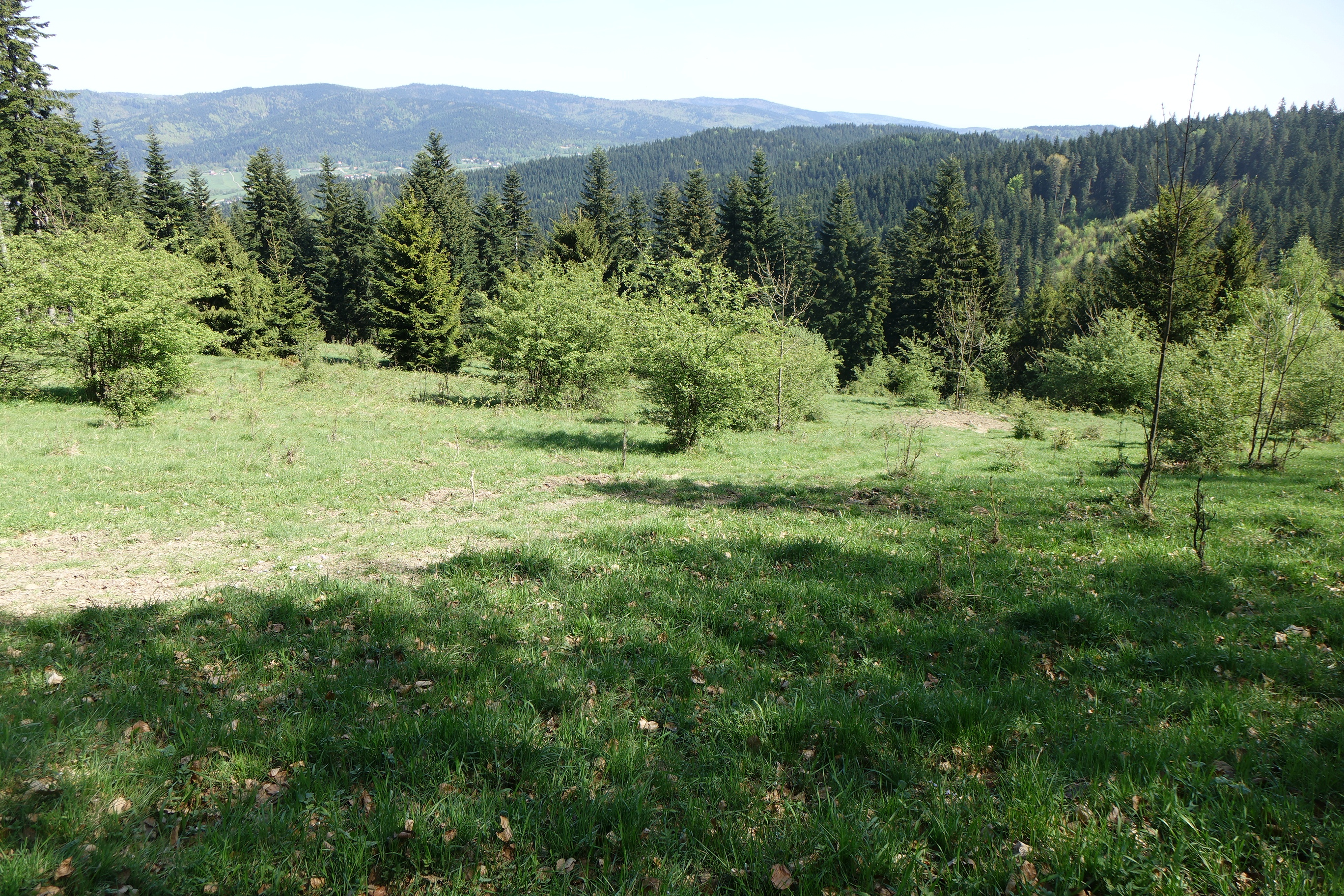
Widok na Beskid Mały